# Теттл (Оклахома)
Теттл (англ. Tuttle) — місто (англ. city) в США, в окрузі Грейді штату Оклахома. Населення — 7413 особи (2020).

## Географія
Теттл розташований за координатами 35°18′24″ пн. ш. 97°45′21″ зх. д. / 35.30667° пн. ш. 97.75583° зх. д. (35.306736, -97.755702).  За даними Бюро перепису населення США в 2010 році місто мало площу 74,58 км², уся площа — суходіл.

## Демографія
Згідно з переписом 2010 року, у місті мешкало 6019 осіб у 2214 домогосподарствах у складі 1777 родин. Густота населення становила 81 особа/км².  Було 2341 помешкання (31/км²).
Расовий склад населення:
| - 88,6 % — білих - 6,1 % — корінних американців - 0,4 % — азіатів - 0,3 % — чорних або афроамериканців - 1,1 % — осіб інших рас |

До двох чи більше рас належало 3,4 %. Частка іспаномовних становила 3,5 % від усіх жителів.
За віковим діапазоном населення розподілялося таким чином: 26,7 % — особи молодші 18 років, 60,7 % — особи у віці 18—64 років, 12,6 % — особи у віці 65 років та старші. Медіана віку мешканця становила 38,9 року. На 100 осіб жіночої статі у місті припадало 96,5 чоловіків;  на 100 жінок у віці від 18 років та старших — 93,7 чоловіків також старших 18 років.
Середній дохід на одне домашнє господарство  становив 87 423 долари США (медіана — 71 902), а середній дохід на одну сім'ю — 96 470 доларів (медіана — 84 958). Медіана доходів становила 59 330 доларів для чоловіків та 35 697 доларів для жінок. За межею бідності перебувало 7,9 % осіб, у тому числі 11,0 % дітей у віці до 18 років та 7,2 % осіб у віці 65 років та старших.
Цивільне працевлаштоване населення становило 3060 осіб. Основні галузі зайнятості: освіта, охорона здоров'я та соціальна допомога — 17,2 %, роздрібна торгівля — 12,7 %, науковці, спеціалісти, менеджери — 11,4 %.